# Lounga
Lounga är en ort i Burkina Faso.   Den ligger i regionen Centre-Ouest, i den centrala delen av landet, 90 km väster om huvudstaden Ouagadougou. Lounga ligger 285 meter över havet och antalet invånare är 2 748.
Terrängen runt Lounga är platt, och sluttar västerut. Runt Lounga är det ganska tätbefolkat, med 93 invånare per kvadratkilometer.. Närmaste större samhälle är Doulou, 18,2 km söder om Lounga.
Omgivningarna runt Lounga är en mosaik av jordbruksmark och naturlig växtlighet.